# Zeria sagittaria
Espèce
Synonymes
- Solpuga sagittaria Pocock, 1900

Zeria sagittaria est une espèce de solifuges de la famille des Solpugidae.

## Distribution
Cette espèce se rencontre au Zimbabwe et au Botswana.

## Description
Le mâle mesure 41 mm et la femelle 54 mm.
Le mâle décrit par Roewer en 1933 mesure 33 mm et la femelle 43 mm.

## Publication originale
- Pocock, 1900 : Some new or little-known Thelyphonidae and Solifugae. Annals and Magazine of Natural History, sér. 7, vol. 5, p. 294-306 (texte intégral).